# Cirque hollandais
Cirque hollandais is een Nederlandse stomme film uit 1924 van Theo Frenkel, naar een scenario van hemzelf. De film heeft als alternative titels Het Hollandsche Circus en El Circo holandes.

## Rolverdeling
| Acteur                  | Personage                                                    |
| ----------------------- | ------------------------------------------------------------ |
| Louis Bouwmeester       | Hendrik van Dalen (circusdirecteur), Willem van Dalen (boer) |
| Esther de Boer-van Rijk | zijn vrouw                                                   |
| Kitty Kluppell          | hun dochter                                                  |
| Agnes Marou             | Hendriks dochter                                             |
| Frits Bouwmeester jr.   | Louisot                                                      |
| Johannes Heesters       | onbekend                                                     |
| Dirk Janse              | onbekend                                                     |